# Leonard Sowiński (grafik)
Leonard Sowiński – polski grafik, projektant banknotów pracujący w PWPW w Warszawie do wybuchu powstania warszawskiego. Po II wojnie światowej wyemigrował. 
Autor m.in. znanego w czasie okupacji niemieckiej w Polsce podczas II wojny światowej banknotu o nominale 500 zł, zwanego popularnie "góralem".